# Nonant

Nonant este o comună în departamentul Calvados, Franța. În 1 ianuarie 2022 avea o populație de 516 de locuitori.